# Thằn lằn chân ngón Phú Quốc
Thằn lằn chân ngón Phú Quốc (danh pháp hai phần: Cyrtodactylus phuquocensis), là loài động vật bò sát thuộc họ Tắc kè. Loài này được một nhóm các nhà khoa học gồm 1 người Việt Nam và 2 người Mỹ là (Ngô Văn Trí, Grismer & Grismer khám phá ở vườn quốc gia Phú Quốc, tỉnh Kiên Giang, miền Nam Việt Nam. Công bố phát hiện loài thằn lằn này được đăng trên tạp chí Zootaxa 2604, số ra ngày 7/9. Đây là loài đặc hữu của Vườn quốc gia Phú Quốc.
Thằn lằn chân ngón Phú Quốc có chiều dài đầu mình lớn nhất khoảng 86 mm, có màu nâu vàng, lưng có 4 đến 5 vạch đen, đuôi có những vòng nâu đậm nhạt xen kẽ.